# Theodor Krey
Theodor Krey (* 17. August 1910 in Freiburg/Elbe; † 15. Juni 1993 in Lehrte) war ein deutscher Geophysiker, der vorwiegend anwendungsbezogen arbeitete.

## Lebenslauf
Er studierte von 1928 bis 1932 Mathematik, Physik und Erdkunde in Göttingen und München (unter anderem bei Max Born beziehungsweise Arnold Sommerfeld) und kam nach einigen Jahren als Gymnasial- und Realschullehrer 1938 zur Seismos-GmbH, die damals als eine von zwei Firmen von Hannover aus mit geophysikalischen Methoden Prospektions-Untersuchungen zur Existenz abbauwürdiger Erdöl- und Kohle-Lagerstätten im Untergrund durchführte.
Solche Untersuchungen wurden im Zweiten Weltkrieg unter anderem in Ungarn und nach Kriegsende unter anderem in Libyen und Saudi-Arabien durchgeführt. Auch an den geophysikalischen Voruntersuchungen zum Bau des Assuan-Staudamms in Ägypten war er als Mitarbeiter der Seismos beteiligt. Er war auch mehrfach als geophysikalischer Gutachter der Vereinten Nationen in Südamerika tätig, unter anderem in Bolivien.
Zu Beginn der fünfziger Jahre wurde er wissenschaftlicher Leiter der Seismos, und als diese 1963 von der Prakla, der (staatlichen!) Konkurrenzfirma in Hannover, übernommen wurde, wurde er „miteingekauft“.
Im Jahre 1965 promovierte er (quasi „nachträglich“) an der Ludwig-Maximilians-Universität München bei Gustav Angenheister.
Er erhielt viele Auszeichnungen und Ehrungen, unter anderem 1952 von der Society of Exploration Geophysicists der USA (SEG) den best paper award für die Arbeit „The significance of diffraction in the investigation of faults“ (Die Bedeutung der Beugung bei der Untersuchung von Schichtstörungen, eine Anwendung von dem, was er bei Sommerfeld in anderem Zusammenhang gelernt hatte). 1969 war er Präsident der EAEG, der europäischen Gesellschaft für angewandte Explorations-Geophysik. 1972 wurde er an der Universität Hamburg zum Honorarprofessor ernannt. 1988 wurde er Ehrendoktor der Ruhr-Universität Bochum, nachdem er zwei Jahre zuvor Ehrenmitglied der Ungarischen Geophysikalischen Gesellschaft geworden war. 1991 wurde er von der SEG mit der Ewing-Medaille ausgezeichnet.

## Flözwellen
Nachdem er sich im Steinkohlenbergbau durch spezielle weitreichende Untersuchungen an sogenannten „Flözwellen“ verdient gemacht hatte, wurde 1984 ein bestimmter Typ solcher geführter Schallwellen nach ihm benannt.

## Posthume Ehrung
Ein Jahr nach seinem Tode wurde in Hannover im Leibniz-Haus ein Kolloquium zu seinen Ehren veranstaltet.